# 시라카와 마사아키
시라카와 마사아키(일본어: 白川 方明, 1949년 9월 27일~)는 일본의 은행가다.

## 생애
1949년 9월에 후쿠오카현 고쿠라시(현 기타큐슈시)에서 태어났다. 후쿠오카현립 고쿠라 고등학교를 거쳐 도쿄 대학 경제학부를 졸업한 뒤 시카고 대학교 대학원에서 경제학을 전공했다. 도쿄 대학을 다닐 때 옛 민사당 계열 싱크탱크인 민주사회주의연구회의에서 활동한 적이 있었다.
1972년 4월에 일본은행에 입행했다. 1990년에 신용기구국 신용기구과장, 1993년에 기획국 기획과장, 1994년에 오이타지점장, 1995년에 뉴욕 주재 참사, 1996년에 금융연구소 참사, 1997년에 심의를 맡았으며 2002년에는 일은 이사에 취임했다. 임기 4년을 끝낸 뒤 일은에서 퇴사했으며 2006년 7월 교토 대학 대학원 공공정책교육부 교수가 되어 2008년 3월까지 재직했다. 이때 도쿄 대학 금융교육연구센터 객원연구원을 겸임했다.
이 무렵 일은 총재였던 후쿠이 도시히코의 임기 만료가 다가오자 정부는 후임 총재를 선임코자 했다. 그런데 일은 총재는 중의원과 참의원의 동의를 모두 받아야 했는데 중의원은 자유민주당이, 참의원은 민주당이 각각 과반을 점하고 있어 인사 동의안이 참의원을 통과할지가 세간의 관심을 모았다. 실제로 정부가 총재로 지명한 무토 도시로와 다나미 고지의 인사 동의안이 모두 참의원에서 부결되고 그 사이 후쿠이의 총재 임기가 끝나면서 일은은 신헌법 발효 이래 처음으로 총재 공석 사태를 맞이하였다.
정부는 후임 총재로 새롭게 시라카와를 지명한 뒤 참의원에서 인사 동의안이 통과될 때까지 임시로 부총재로 임명해 시라카와에게 총재 직무대행을 맡겼다. 유례가 없는 사태 속에서 민주당이 국정 발목을 지나치게 잡는다는 비판이 나오자 민주당은 시라카와의 인사 동의안을 통과시켰고 4월 9일자로 시라카와는 정식 총재에 취임했다.
취임 이후 리먼 브라더스의 파산 등 서브프라임 모기지 사태, 동일본 대진재, 유럽 국가 부채 위기 등이 연달아 일어나는 등 시라카와의 임기는 편안치 못했다. 리먼 쇼크 2년 후부터 15차례에 걸쳐 금융 완화를 추진해 5년 임기 동안 자산 매입액을 101조 엔까지 증액했다. 특히 중앙은행으로서는 이례적으로 상장투자신탁이나 부동산투자신탁에까지 매입자산을 확대했다.
시라카와는 제로 금리 정책이나 양적 완화의 효과가 한정적이라며 비판적인 입장을 보였다. 연방준비제도 이사회가 유동성 공급을 확대하고 있지만 물가를 끌어올리는 건 한계가 있다고도 주장했다. 2013년 3월 7일 기자회견에서 금융 완화가 효과를 발휘하려면 중장기적인 재정 규율이 중시되어야 한다며 정부가 재정 재건에 관심을 가져야 한다고 촉구했다.
본디 시라카와의 임기는 4월 8일까지지만 3월 19일에 사임했다. 이후 9월에 아오야마 가쿠인 대학 국제정치경제학부 국제경제학과 교수로 재직했으며 2016년에는 미쓰비시지쇼 이사가 되었다.